# چهاربرج علیا
چهاربرج علیا، روستایی از توابع بخش گرمخان شهرستان بجنورد در استان خراسان شمالی ایران است.

## جمعیت
این روستا در دهستان گرمخان قرار دارد و براساس سرشماری مرکز آمار ایران در سال ۱۳۸۵، جمعیت آن ۹۳ نفر (۱۹خانوار) بوده‌است.

## زبان
```
این روستا قبل از خالی از سکنه شدن 
کردنشین
 بود و ساکنان آن به 
زبان کردی
 حرف می زدند.
[
۱
]
```